# Biodynamická masáž
Biodynamická masáž je komplementární terapie, kterou v 50. letech 20. století vyvinula Gerda Boyesen v Norsku.
Jde o masáž obsahující jemné techniky, při kterých se uvolňuje svalový pancíř. V pancíři se váže energie, která se neuvolnila z dlouhodobého napětí, ze stresu, traumatizujících událostí. Nejčastějšími místy blokád bývají oblasti krku, svalů zad, bránice a oblast pánve. Důsledkem bývá nedostatečné povrchové dýchání, jehož vlivem dochází ke špatné látkové výměně a poklesu energie. Biodynamická masáž pracuje s energetickými blokádami a umožňuje energii proudit do míst, kde je jí nedostatek a odvádět ji z míst, kde jsou energetické přebytky. Masáž je hluboce uvolňující a relaxační. Je účinná především při bolestech hlavy a zad, migrénách, poruchách spánku, dlouhodobé únavě či stresu. Pomáhá k obnovení sebeúzdravných schopností těla. Cílem je odstranění chronického napětí a znovunastolení volného proudění energie v těle. Biodynamické masáže se provádějí s olejem nebo nasucho přes volné oblečení.